# Macropharyngodon vivienae
Macropharyngodon vivienae es una especie de peces de la familia Labridae en el orden de los Perciformes.

## Morfología
Los machos pueden llegar a alcanzar los 11 cm de longitud total.

## Distribución geográfica
Se encuentra desde KwaZulu-Natal (Sudáfrica) y Madagascar.